# Yvelines
Yvelines (pronúncia em francês: [i.v(ə).lin̪]) é um departamento da França localizado na região da Île-de-France. Sua capital é a cidade de Versalhes.

## Toponímia
O nome de "Yvelines" é emprestado da "Floresta de Yveline" (no singular) em baixo latim Sylva aquilina atestado no século VIII, a etimologia de aquilina é obscura. O plural Yvelines está errado. O nome do Yvette pode ter a mesma origem. No entanto, o latim aqua "água" é mais provável para este último se tornando eve, ive, em francês antigo, com o sufixo diminutivo -ette.
Encontra-se o topônimo em nome de várias comunas da região de Rambouillet: Saint-Léger-en-Yvelines, La Queue-les-Yvelines (desde 1883) Saint-Arnoult-en-Yvelines (desde 1922), Vieille-Église-en-Yvelines (desde 1940), Le Perray-en-Yvelines (desde 1948), que assim marcam sua conexão com a área natural de Yveline. Ele tende a ser adicionado mais recentemente ao nome de outras cidades, Dampierre-en-Yvelines (desde 1974), Prunay-en-Yvelines (desde 1979), ou Trappes-en-Yvelines (ainda não oficializado) ou comunidades de aglomeração como Saint-Quentin-en-Yvelines (nome da vila nova criada em 1970), ou Mantes-en-Yvelines (comunidade de aglomeração criada em 1999).
É o poeta Jehan Despert que é o "inventor" do nome Yvelines para este novo departamento: ele propôs ao primeiro presidente do conselho geral Jean-Paul Palewski, acrescentando maliciosamente que, "com um s, Yvelines, fica mais rico"...

## História
Yvelines foi criado a partir da parte ocidental do antigo departamento de Sena e Oise em 1 de janeiro de 1968, de acordo com uma lei aprovada em 10 de Janeiro de 1964 e um décret d'application (decreto de aplicação) a partir de 26 de fevereiro de 1965. Herdou o número oficial do Sena e Oise de 78.
Ela ganhou as comunas de Châteaufort e Toussus-le-Noble do departamento adjacente de Essonne em 1969.
A capital departamental, Versalhes, que cresceu em torno de château de Luís XIV, foi também a capital francesa por mais de um século sob o Ancien Régime e novamente entre 1871 e 1879, durante os primeiros anos da Terceira República. Desde então, o castelo tem continuado a receber o Parlamento Francês quando ele é chamado para se sentar em uma sessão do congresso de estar (com as duas casas a se sentarem juntas), a fim de promulgar mudanças constitucionais ou para ouvir uma declaração formal do presidente.